# Миријевски поток
Миријевски поток је београдски водоток који протиче кроз долину у којој леже насеља Миријево, Ћалије, Роспи Ћуприја и део Карабурме, на источном крају града.
По неким мишљењима, Београд има шест река, Миријевски поток је једна од њих, а остале су (прилично различите величине) Сава, Дунав, Топчидерска река (или Топчидерка), Бањички и Раковички поток.
Поток се појављује из тунелског отвора изнад основне школе "Деспот Стефан Лазаревић" у Новом Миријеву. Затим тече бетонираним коритом, које је често обрасло бујним зеленилом. Ток иде у генералном северном правцу, оставља са десне стране VII гимназију у Миријеву (бивша ОШ Вукица Митровић), затим тече између улица Миријевски булевар и Корнатска. Након што прође испод Вишњичке улице, излива се у дунавски Рукавац, одељен од главног тока реке Адом Хујом. У близини се налази најнижа тачка ужег градског подручја (66 метара надморске висине). Са леве стране потока се налази звездарско брдо, које се са 253 m сматра највишом тачком ужег градског подручја, а са десне стране су Орловица (265 m, понегде означено и као Орловача) и Лешће (252 m).
Осим што је природни водоток, Миријевски поток служи и као колектор канализације, што изазива еколошке проблеме код Аде Хује.

### Продужење Миријевског булевара
У фебруару 2011. је започело продужење улице Миријевски булевар, како би била спојена са улицом Витезова Карађорђеве звезде у Миријеву. Деоница је дугачка један километер и практично се поклапа са коритом Миријевског потока, због чега он мора бити спроведен испод коловоза нове саобраћајнице. За ту потребу је испод коловоза изграђен бетонски сандук који ће заменити корито потока и обезбедити несметани ток површинских вода. Паралелно са подземним током Миријевског потока гради се око 2 km водоводне и канализационе мреже, а предвиђене су и нове гасоводне инсталације. Изградња засебног корита Миријевског потока би требало да га заштити од даљег загађења
Радови су завршени у октобру, саобраћај продуженом улицом је кренуо 1. новембра 2011.

## Галерија
- Миријевски поток, узводно од Витезова К. з. 2009
- Миријевски поток, низводно од Витезова К. з. 2009
- Миријевски булевар, на месту потока из 2009 (низводно)